# Municipio de Camotán
Municipio de Camotán är en kommun i Guatemala.   Den ligger i departementet Departamento de Chiquimula, i den sydöstra delen av landet, 120 km öster om huvudstaden Guatemala City.
Följande samhällen finns i Municipio de Camotán:
- Camotán